# Spiritualizmus (hit)

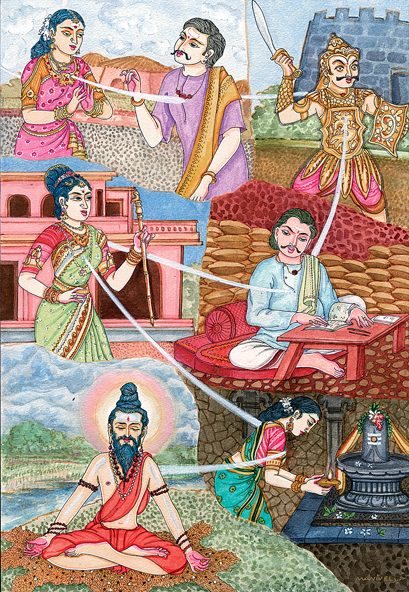
Reinkarnáció a művészetben

A spiritualizmus a szellemi létet; a halottakkal és szellemvilággal való kommunikációt hangsúlyozó vallási tanítás.
A spiritualizmus jelenségei: a próféciák, a tisztánlátás, a nyelveken szólás, pszichikus gyógyítás, látomások, transz, kinyilatkoztatások, levitáció, automatikus írás,manifesztáció,pszichokinézis, materializáció stb.

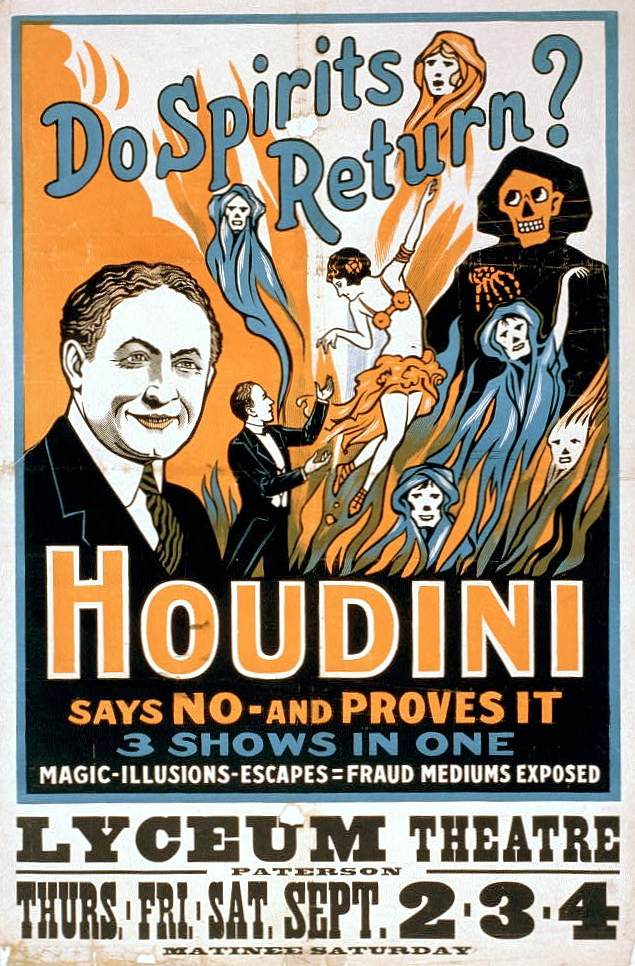
Houdini egy műsort hirdet, amelyben leleplezi a „médiumok” fortélyait

Egy bizonyos szellem megidézésére szeánszot tartanak, amely során a közvetítő (médium) transzállapotba kerül. A szellem megszállja a médiumot, és közvetlenül szólítja meg a résztvevőket, vagy automatikus íráson, rajzoláson keresztül lép kapcsolatba velük. A spiritualisták a szeánsz alatt történő jelenségeket a halál utáni élet bizonyítékának tartják.
Hitük alapja, hogy a szellem örök és az anyagba (testbe) zárt élet a szellem fejlődését segíti elő. A tanításaik a szellemvilágból származnak tiszta, ragyogó szellemektől, a közvetítőkön, például a pszichikus médiumokon keresztül.
A spiritualista hagyományok mélyen gyökereznek a sámánizmusban, amely talán a vallás egyik legrégebbi formája. A sámán (vagy táltos) fő feladata a kapcsolatfelvétel a szellemekkel, továbbá az emberek és szellemek közötti kommunikáció. 
Emanuel Swedenborgot a modern spiritualizmus atyjaként tisztelik.
Egyik modern, nyugati ága a spiritizmus, amely az 1840-es évek végén fejlődött ki az Amerikai Egyesült Államokban. Napjainkban különösképp Brazíliában népszerű.

## Külső hivatkozások
- Spiritualist E-Texts Archiválva 2008. január 17-i dátummal a Wayback Machine-ben
- Religious Movements: Spiritualism
- The Catholic Encyclopedia: Spiritism
- Google mirror of the Open Directory Project: Spiritualism
- Spiritualist's National Union UK
- Collection of Spiritualist E-Texts
- John B. Buescher's website on the history of Spiritualism
- Poet and Egyptologist Gerald Massey on 'Why I Became a Spiritualist'
- Florence Cook and Katie King. The story of a Spiritualist medium
- Andrew Lang, Fetishism and Spiritualism Archiválva 2013. február 2-i dátummal a Wayback Machine-ben, The Making of Religion, (Chapter VIII), Longmans, Green, and C°, London, New York and Bombay, 1900, pp. 147-159.
- Christian Spirituality
- Okkultizmus.lap.hu - linkgyűjtemény